# Desmolaimus brachystoma
Desmolaimus brachystoma är en rundmaskart. Desmolaimus brachystoma ingår i släktet Desmolaimus, och familjen Linhomoeidae. Arten är reproducerande i Sverige.